# Katinka (musique)
Pour les articles homonymes, voir Katinka.
 (février 2019).
Katinka est un groupe de musique danois, fondé en 2012 par l’auteure-compositrice-interprète Katinka Bjerregaard et le musicien et producteur Simon Ask, accompagnés depuis par les musiciens Marie Hageltorn et Tobias Pedersen.

## Biographie
En 2015, Katinka remporte le concours KarriereKanonen de Danmarks Radio. En 2017, le groupe obtient le prix « espoir de l’année » décerné l’association danoise des critiques musicaux. En 2018, Katinka Bjerregaard et Simon Ask sont récompensés « meilleurs compositeurs », catégorie pop, pour leur album Vi er ikke kønne nok til at danse, par l’association danoise des éditeurs de musique.

## Discographie
- 2014 : I røntgen (EP)
- 2016 : Lufthuller (EP)
- 2017 : Vi er ikke kønne nok til at danse
- 2018 : Vokseværk
- 2022 : Ekstremsport